# دالية الكرمل
دالية الكرمل (بالعبرية: דַלְיַת אֶל-כַּרְמֶל) هي بلدة عربية درزية تقع إلى الجنوب الشرقي من مدينة حيفا، وهي جزء من منطقة حيفا، وتبعد عنها حوالي 20كم وترتفع 450م عن سطح البحر. مساحة بلدة دالية الكرمل ما يقارب 15 كم2. يعود تاريخ تأسيسها إلى 370 سنه. وتحيط بها أرضي قرى عسفيا، عين حوض، إجزم وأم الزينات. قدر عدد سكانها عام 1922 حوالي 993 نسمة، وفي عام 1948 حوالي 2,593 نسمة وفي عام 2017 حوالي 22600 نسمه غالبيتهم العظمى من الدروز؛ وهي تضم أكبر تجمع درزي في إسرائيل. وتعد القرية ذات موقع أثري يحتوي على أسس وصهاريج ومدافن وصخور ومعاصر منحوتة. وقد أنشئ المجلس المحلي بها سنة 1951. في سنة 2003، تم دمج البلدة مع بلدة عسفيا لتتكون بعد الدمج مدينة الكرمل، وفي سنة 2008 تم فك الدمج لتعود دالية الكرمل وعسفيا إلى وضع مجالس محليّة.

## تاريخ
في عام 1283، ذكرت دالية الكرمل كجزء من مجال الصليبيين الجغرافي، وحسب الهدنة بين الصليبيين في عكا والسلطان المملوكي قلاوون.
في عام 1870، أظهر مرشد محلي المستكشف الفرنسي فيكتور جويرين أطلالًا واسعة تقع جنوب دالية الكرمل، تدعى خربة الكرمل. وكانت الأطلال الأكثر كثافة على جبل الكرمل. وإعتقد فيكتور جويرين أنه قد يكون هناك وجود للمدينة على الجبل والتي ذكرها بلينيوس الأكبر. قام كلود كوندر وهربرت كتشنر بمسح المنطقة ولاحظ «آثار خراب» في مكان قريب من مركز القرية. ووجدت الحفريات اللاحقة بقايا هناك من العصر الحديدي الأول، والفترات الرومانية والبيزنطية المبكرة، ومن ضمنها الفخار الذي يعود إلى القرن الأول وإلى القرن الثاني الميلادي.

### الحقبة العثمانية
في القرن السابع عشر، خلال الفترة العثمانية، جاء الدروز من البلد الجبلي قرب حلب في سوريا إلى دالية الكرمل، وفي عام 1859 قدر عدد السكان من قبل القنصل الإنجليزي روجرز بجوالي 300 نسمة، والذين كانوا يحرثون عشرين فدانًا.
في عام 1870، زار المستكشف الفرنسي فيكتور جويرين القرية. ووجد أربعمائة نسمة، جميعهم من الدروز. وبنيت معظم المنازل من الطوب، مع عدد قليل من المنازل الحجرية. وكان يتعبد السكان المحليون داخل كهف، حيث لم يُسمح للمستكشف بالدخول.
في عام 1881، صندوق استكشاف فلسطين في إحصائية لفلسطين الغربية القرية بأنها «قرية حجريَّة ذات حجم معتدل على ربوة واحدة ومنفد من مستجمعات المياه الرئيسية في الكرمل. وفي الجنوب يوجد بئر وينابيع ناعمة. في الغرب بالقرب من أم الشوك، في الشمال، سهل أو سهل مفتوح مزروع بالذرة، والسكان جميعهم من الدروز». وأظهرت قائمة السكان من حوالي 1887 أن دالية الكرمل كان تضم حوالي 620 نسمة؛ جميعهم من الدروز.

### حقبة الانتداب البريطاني

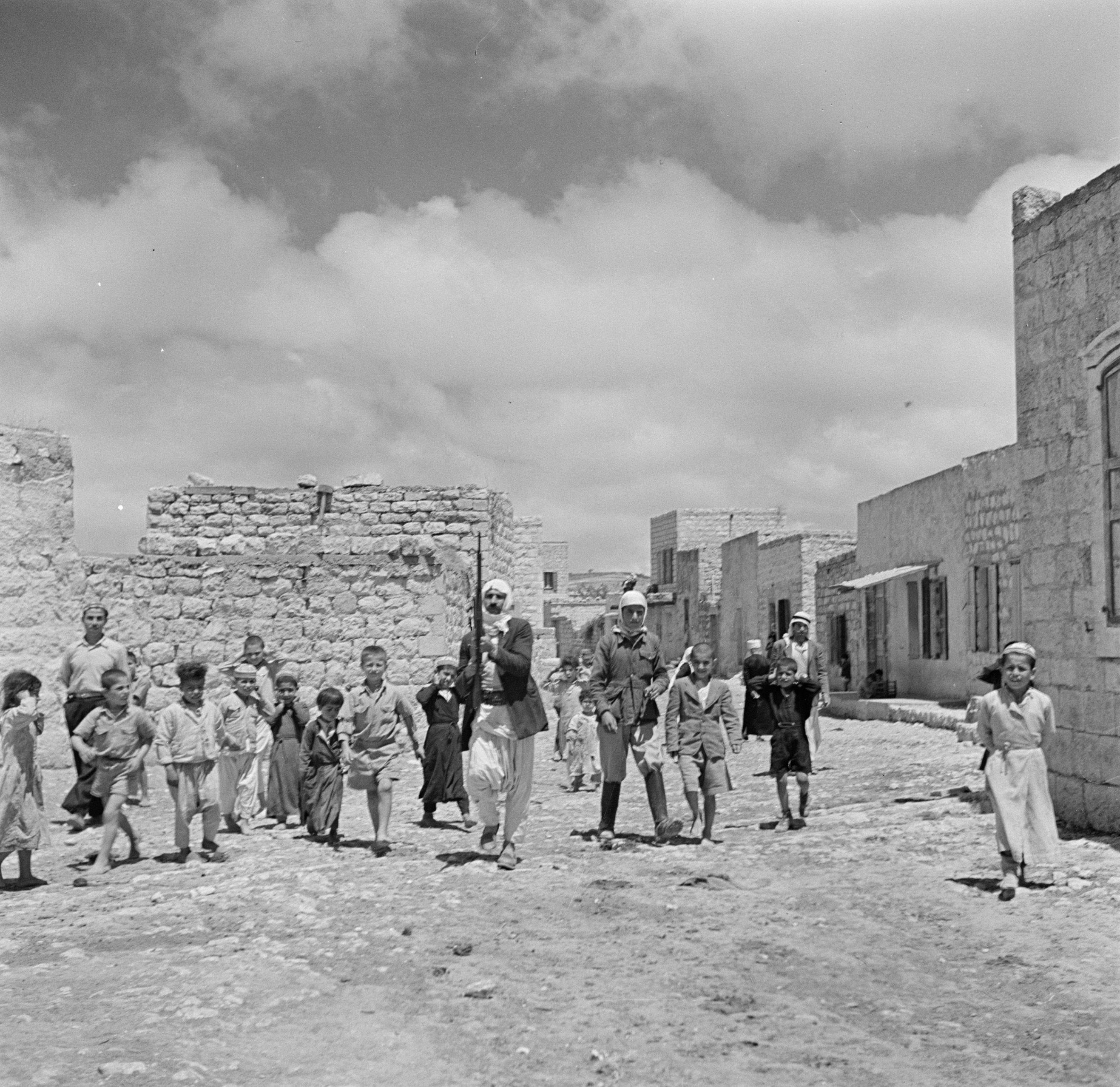
صورة تاريخية لجانب من مظاهر الحياة في دالية الكرمل عام 1948.

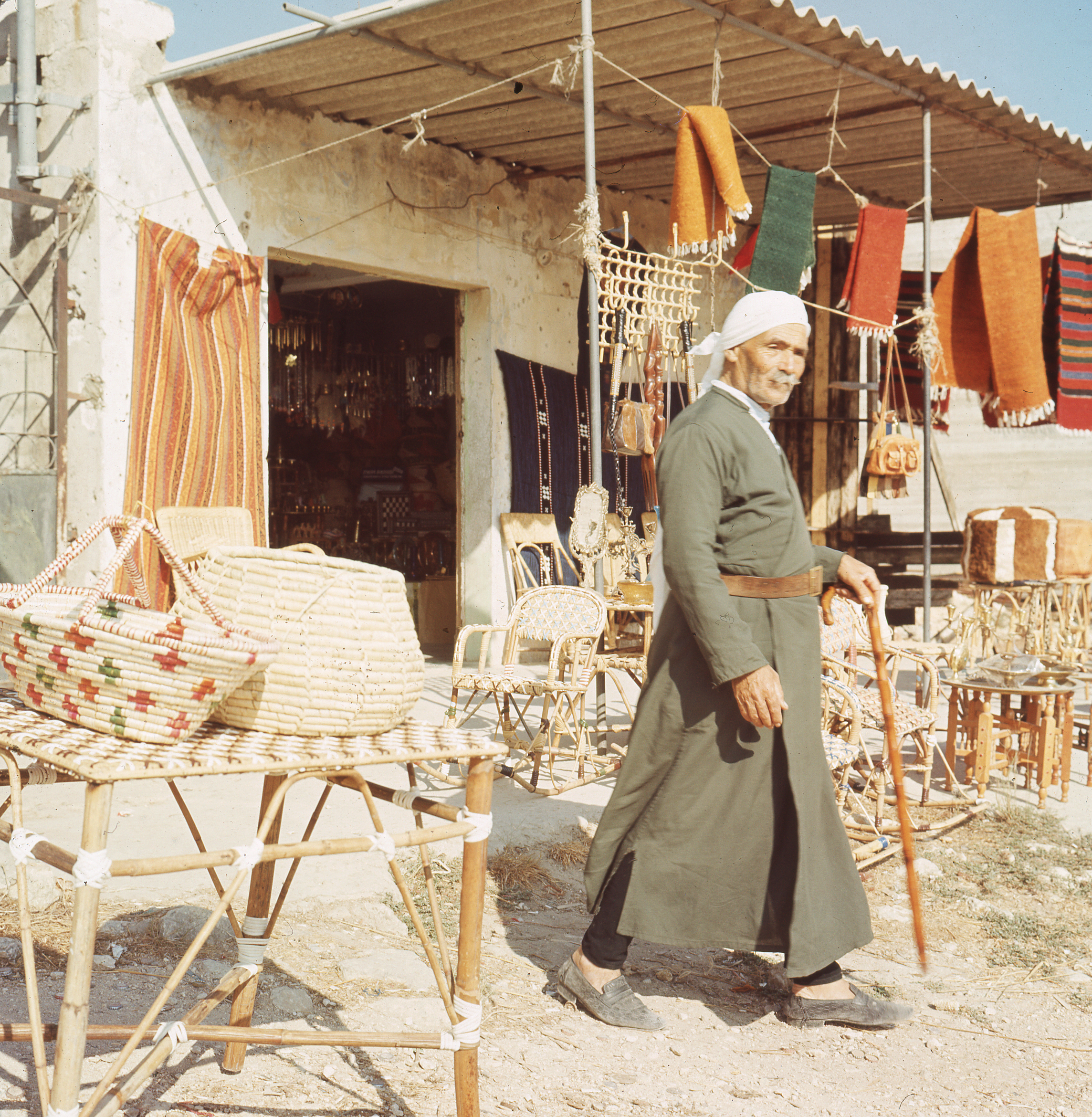
دالية الكرمل، 1960

في تعداد فلسطين لعام 1922 الذي أجرته سلطات الانتداب البريطاني، بلغ عدد سكان دالية الكرمل حوالي 993 نسمة. كان منهم 921 درزي وحوالي 21 مسيحيًا، وشهد عدد السكان زيادة في تعداد عام 1931 عندما بلغ عدد سكان دالية الكرمل مع دير المحرقة وخربة المنصورة حوالي 1,173 نسمة؛ كان منهم 1,154 دُرزي، وحوالي 11 مسيحيًا وحوالي 8 من المسلمين، وسكنوا في 236 منزلاً.
في إحصائيات عام 1945، كان عدد سكان دالية الكرمل يتألف من 2,060 عربيًا، منهم عشرين مسيحيًا وحوالي 2,040 شخصًا مصنَّفين «آخرين» أي دروز، ومساحة الأرض كانت 31,730 دونمًا، وفقًا لمسؤول مسح الأراضي والسكان. ومن مساحة الأراضي، تم تخصيص 1,506 دونم للزراعة والأراضي الصالحة للري، وحوالي 18,174 للحبوب، في حين أن 60 دونم كانت مناطق مبنية.
خلال حرب التطهير العرقي لفلسطين 1947–1948، تعرض الدروز في فلسطين الانتدابية لضغوط من كل من قبل قيادات اليشوف اليهودية واللجنة العربية العليا، ووجدوا صعوبة في تكوين رأي حول الصراع بين اليهود والفلسطينيين. زار قادة المجتمع الدرزي من الدول المجاورة قرى الدروز في فلسطين ونادوا بالحياد. خلال الأيام الأولى للنزاع، عُقد اجتماع لجميع القادة الدروز من جميع القرى الدرزيَّة في دالية الكرمل، حيث اتفقوا جميعًا على عدم المشاركة في أعمال الشغب التي أشعلتها اللجنة العربية العليا. أيد هذا القرار قادة الدروز في جبل الدروز. داخل المجتمع الدرزي، كانت هناك اتجاهات متعارضة: في القرى المختلطة الدرزية التي تضم مجتمعات إسلامية ومسيحية مثل عسفيا وشفاعمرو والمغار، حيث كانت هناك نزاعات طائفية قديمة بين الدروز والمُسلمين، وفي القرى الدرزية بالقرب من حيفا والمستوطنات اليهودية في الجليل الغربي، مال زعماء الدروز المحليين إلى تفضيل اليهود في النزاع؛ في حين في القرى الدرزيَّة الواقعة في المناطق العربية، كان القادة المحليون أكثر حذراً بدعم اليهود. كلف جوش بالمون من قبل الوكالة اليهودية لإسرائيل لإدارة العلاقة مع الدروز. وقاد في البداية مقاربة وقائية مع الدروز، والتي هدفت إلى التأكد من أن الدروز لن ينضموا إلى اللجنة العربية العليا.

### دولة إسرائيل

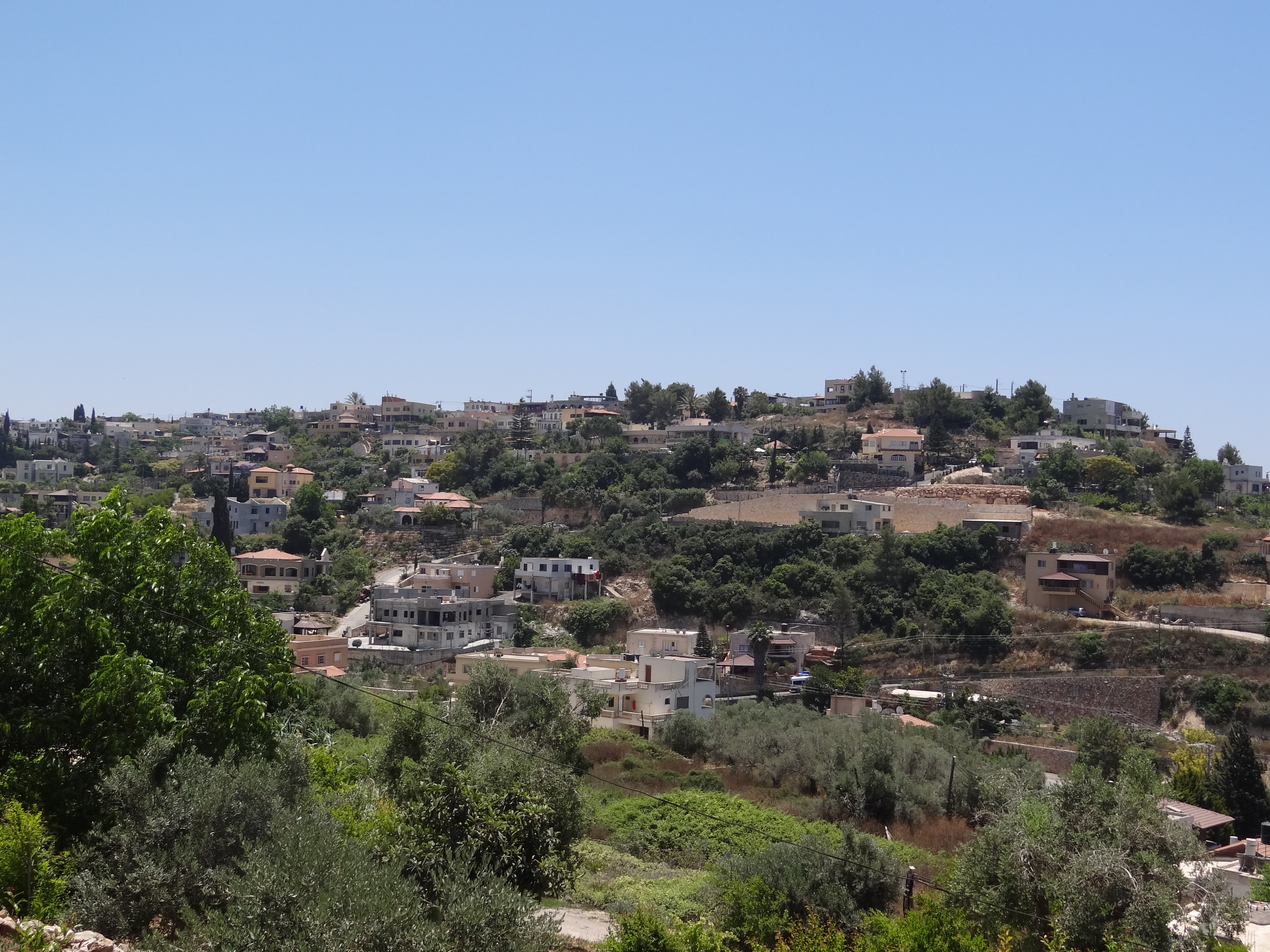
منظر عام لدالية الكرمل.

وقد أظهر إحصاء إسرائيلي أُجري في نوفمبر من عام 1948 وجود 2,932 مقيمًا. في نهاية عام 1951 انخفض العدد إلى 2,769 نسمة. ومُنحت البلدة صفة المجلس المحلي في عام 1951. وفي عام 2003، تم دمج الدالية مع عسفيا القريبة لإنشاء مدينة الكرمل. وفي عام 2008، أصبحت البلدتين منفصلتين مرة أخرى. وتشتهر المدينة بسوقها المتنوع.
في عام 2010، قامت شركة إل عال، شركة الطيران الوطنية الإسرائيلية، بتسمية إحدى طائراتها من طراز بوينغ 767، باسم دالية الكرمل.
وفقاً لإحصائيات دائرة الإحصاء المركزية الإسرائيلية في عام 2016 بلغ تعداد السكان في المدينة حوالي 17,000 نسمة، وكانت الأغلبية من الدروز (97.2%)، وضمت المدينة على أقلية مسلمة (2.7%) ومسيحية (0.1%). وتعود أصول مُسلمين دالية الكرمل إلى العائلات التي قدمت من قرية أم الزينات المُهجرّة عام 1948. في عام 2018 ضمت دالية الكرمل على أكبر تجمع درزي في إسرائيل بعد مدينة دالية الكرمل، مع حوالي 16,400 نسمة، وشكل الموحدون الدروز حوالي 97% من مجمل السكان. وتعيش في دالية الكرمل حوالي 72 عائلة درزيّة، ومنها عائلة القرّا، والعريضي، وأبو الزلف، وحاطوم، وحسّون، وحلبي، ودقسة، وزهر الدين، وزيدان، وساحلي، وصالح، وعيسمي، ومشيلح، ومقلدة، وناطور، ونصر الدين، ووهبة وغيرها. وفيها خمسة خلوات درزية، ومقام النبي أبو إبراهيم.
في عام 2017 نما عدد السكان بمعدل نمو سنوي بلغ 1.2%. وكانت في المرتبة الرابعة من أصل عشرة في المؤشر الإجتماعي-الإقتصادي في عام 2015. وبلغت نسبة المؤهلين للحصول على شهادة الثانوية العامة أو البجروت بين طلاب الصف الثاني عشر بين عام 2016 وعام 2017 حوالي 71.7%. وكان متوسط الراتب الشهري للسكان في نهاية عام 2016 هو 7,058 شيكل جديد بالمقارنة مع المتوسط الوطني حوالي 8,913 شيكل جديد.
وفقًا لدائرة الاحصاء المركزية لعام 2021 فقد بلغ عدد السّكّان 18,061 نسمة. يبلغ منهم 9,168 رجلًا و8,893 امرأة. نسبة الخصوبة 1.96. أمّا نسبة الهجرة الايجابيّة فهي 8. أمّا متوسّط الدّخل الشّهري للرّجال فيبلغ 10,514، أمّا النّساء 5,295 شيكل. أمّا نسبة استحقاق البجروت 89.1% ونسبة انخراط الطلاب الأكاديمين 3.5%. مكانتها في المؤشّر الاقتصادي- الاجتماعي 5 من أصل 10.

## معالم
ضريح أبو إبراهيم، والذي يعتبره الدروز نبياً، هو في أقدم جزء من المدينة. وعلى مقربة منه، يقع منزل السير لورنس أوليفانت، والذي قضى الصيف هناك في عام 1880 مع زوجته أليس، وسكرتيره نفتالي هرتس إيمبر.
يقع دير المحرقة الكاثوليكي على بعد 2 كيلو متر إلى الجنوب الشرقي من دالية الكرمل، ويقع في موقع المعركة بين النبي إيليا وكهنة الإله بعل بحسب التقاليد المسيحية، ويتبع الدير الرهبنة الكرمليَّة. ويُعد النبي إيليا النبي الخضر في مذهب التوحيد الدرزي، ويعتبر موقع الدير في المعتقد الدرزي مركز المجابهة بين الخضر وأنبياء بعل وعشتروت. وهو شخصية مقدسة ومبجلة في العديد من الطوائف المسيحية ومذهب التوحيد الدرزي.
في عام 2011، تم افتتاح حديقة الأمهات في دالية الكرمل، وترمز إلى أخوة النساء المسيحيات والدروز واليهود والمسلمات اللواتي يعملن معاً في شمال إسرائيل. زرعت أربعة وأربعون شجرة في ذكرى 44 من موظفي السجون الإسرائيلية الذين ماتوا في غابات جبل الكرمل في عام 2010.

## ثقافة

### الرياضة
في عام 2012، افتتحت مدرسة للتنس بتمويل من مؤسسة فريدي كريفين في دالية الكرمل وشارك 12 شابًا في برنامج التعايش الأسبوعي مع الأطفال في مركز التنس الإسرائيلي في يوكنعام.

### العلوم
إنضم دالية الكرمل إلى جانب عسفيا ويوكنعام عيليت ومجلس مجيدو الإقليمي لتطوير متنزه الكرمل ميفو اليهودي والعربي الصناعي للاستفادة من منتزه التكنولوجيا العالية.

### توأمة
في عام 2007، وقعت دالية الكرمل اتفاقية شراكة مع أونغيني في مولدوفا. وفي عام 2008، زار سفير مولدوفا لاريسا ميكلت دالية الكرمل بدعوة من رئيس البلدية، أكرم حسون.

## أعلام
- نزيه خير، (16 أغسطس 1946 - 9 فبراير 2008) شاعر عربي.

## معرض الصور

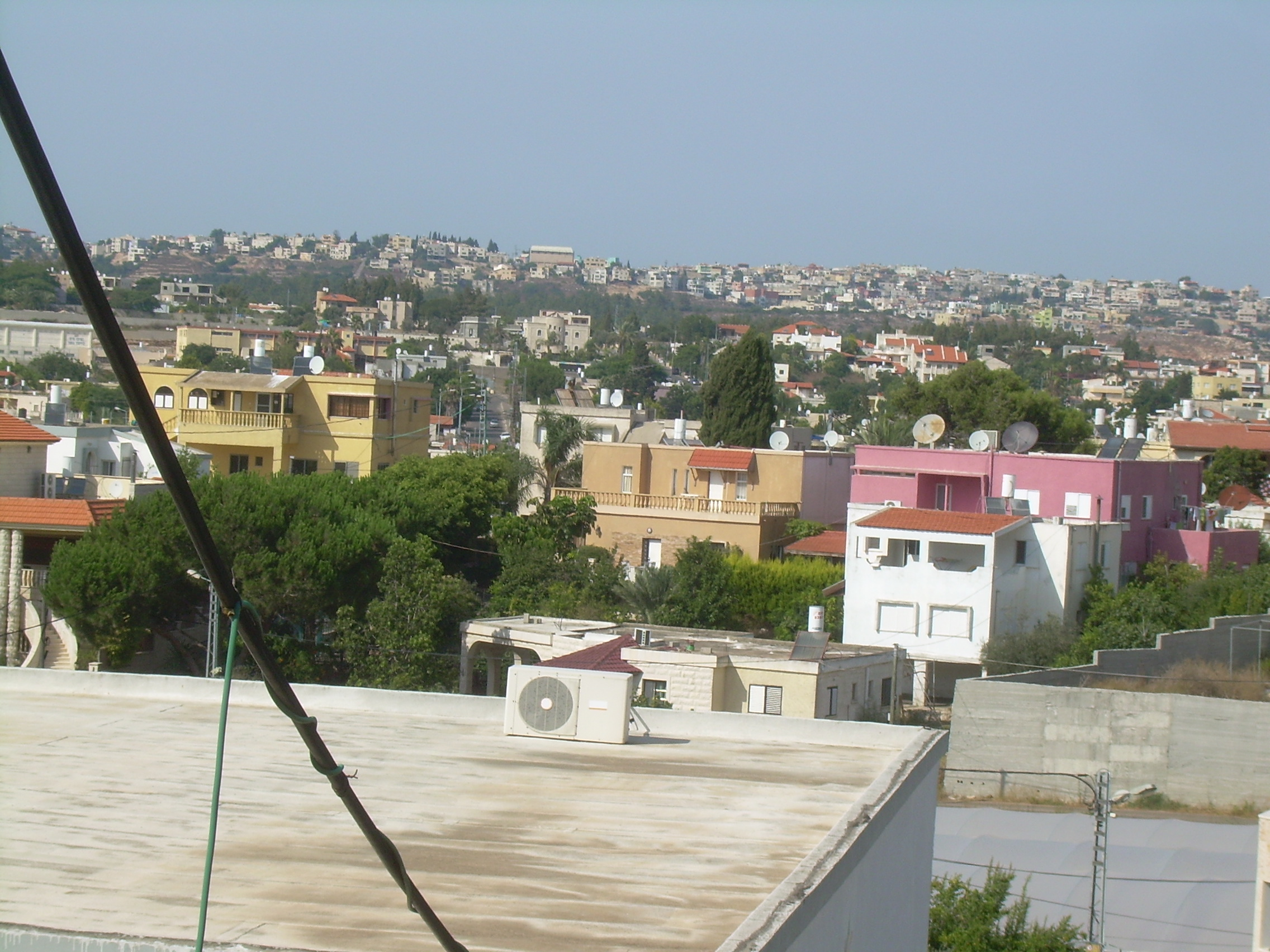
جانب لدالية الكرمل
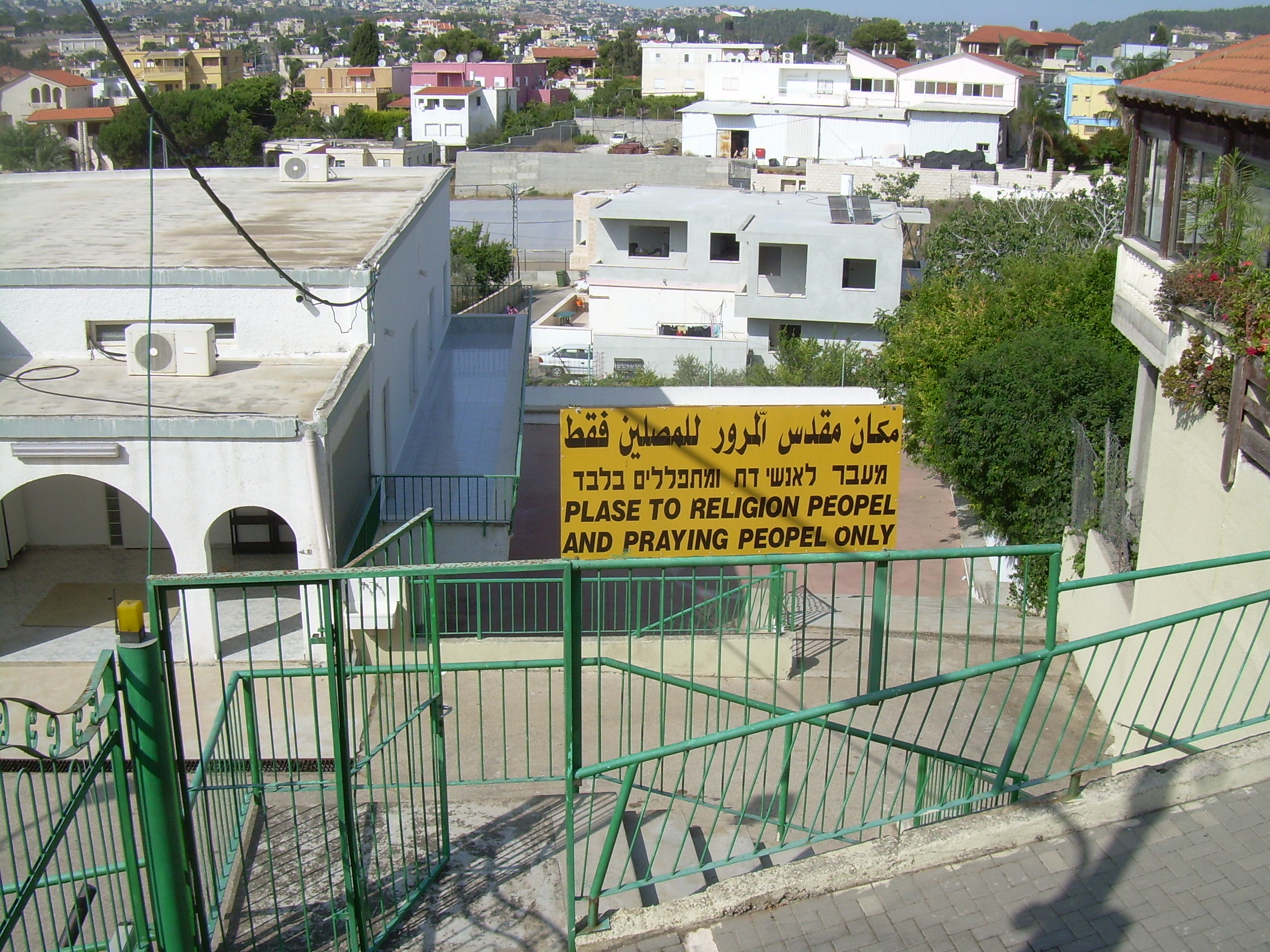
خلوة درزية في دالية الكرمل
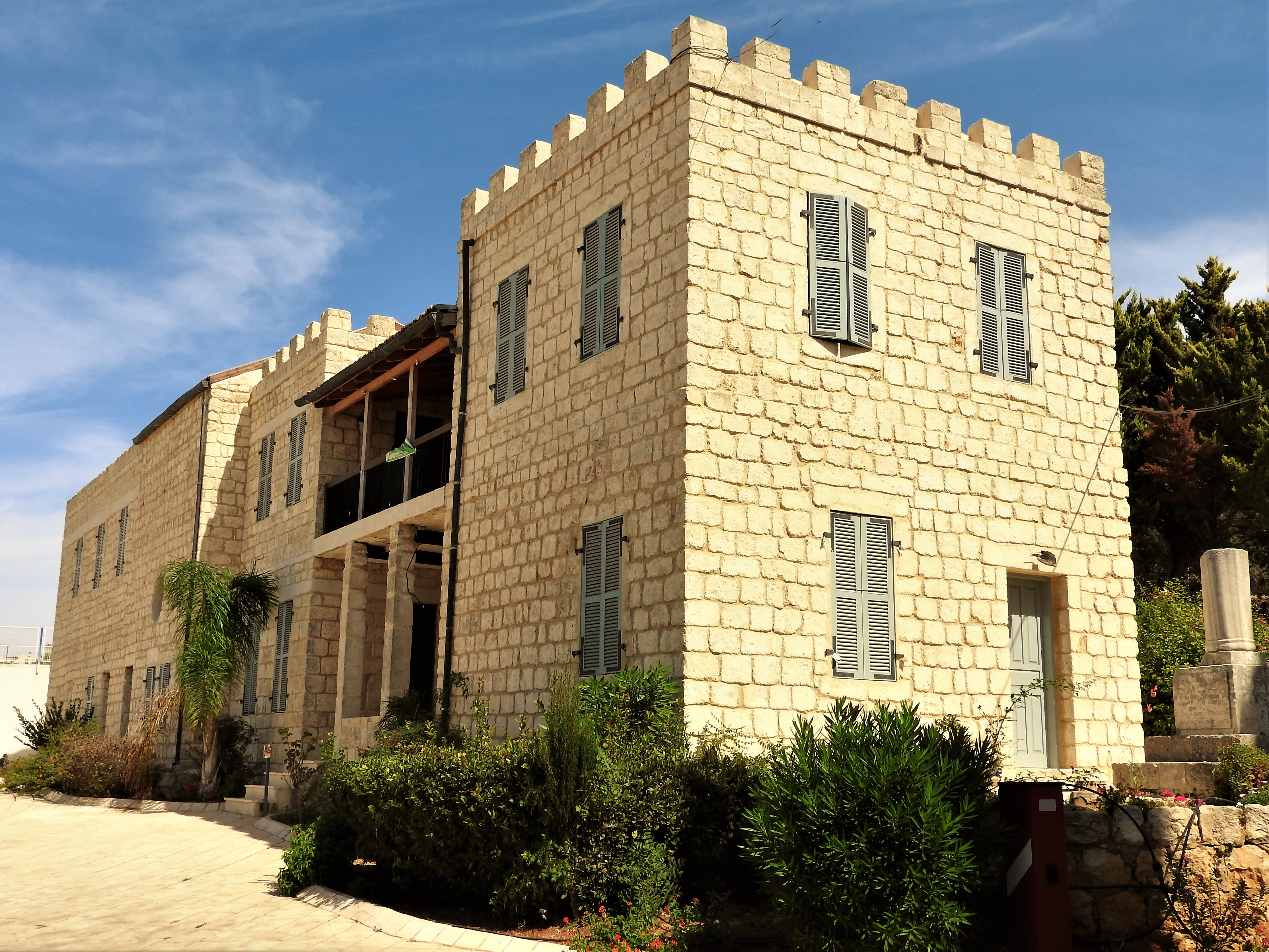
بيت الشهيد الدرزي في دالية الكرمل
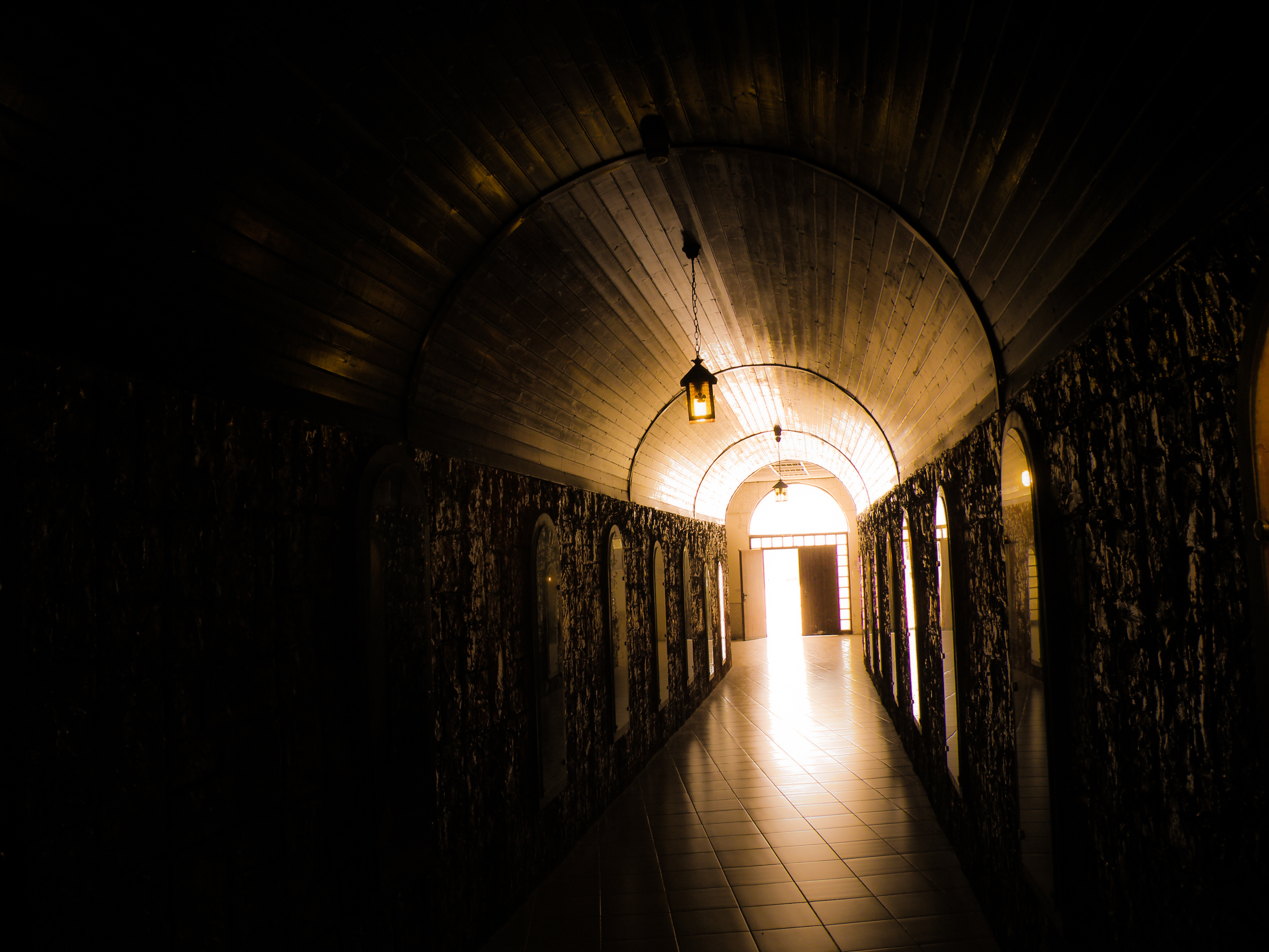
من معالم دالية الكرمل
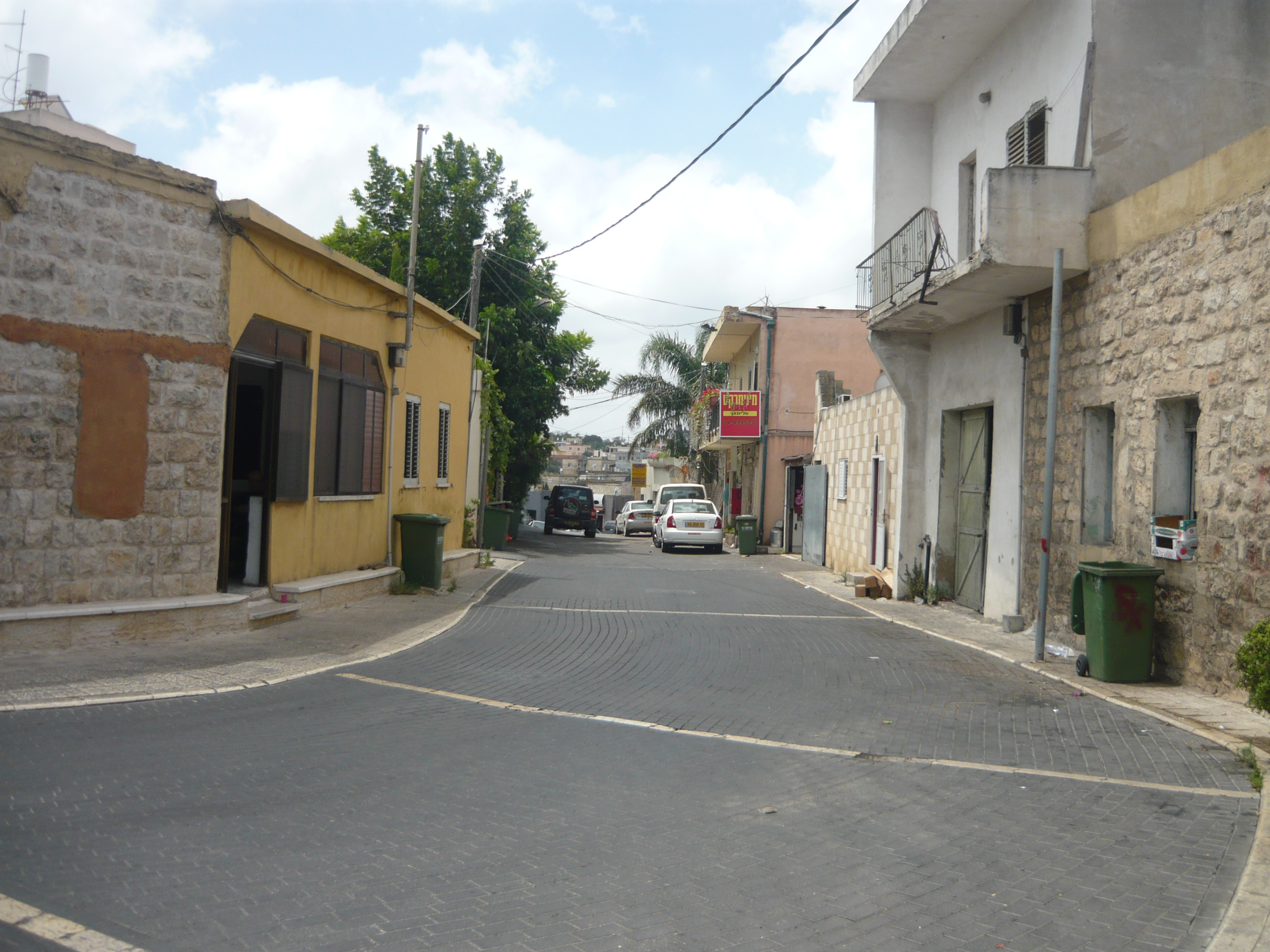
جانب لحي في دالية الكرمل